# Sexe vainilla

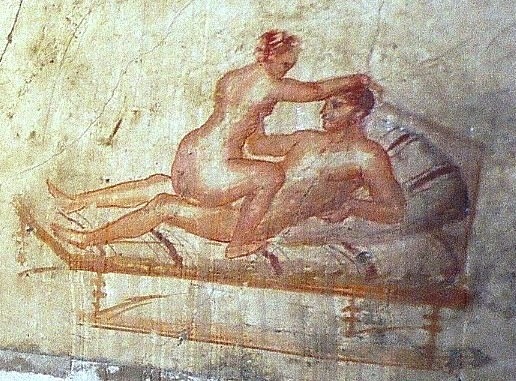
Sexe vainilla en un mural de Pompeia

Sexe vainilla és el nom que, dins de l'argot de la subcultura BDSM, s'aplica a l'anomenat sexe convencional. Més en general, és el nom que reben les conductes sexuals que cauen dins del rang de normalitat per a una cultura o subcultura donada, i es refereix generalment a les conductes sexuals que no inclouen elements de BDSM, parafílies o fetitxismes. El terme s'usa també en forma pejorativa, i en aquest sentit indica sexe "poc agosarat" o "avorrit".

## Descripció
Allò que es considera sexe convencional depèn de les normes culturals i subculturals. Entre parelles heterosexuals del món occidental, per exemple, sovint es refereix a les relacions sexuals en la postura del missioner. També pot referir-se al sexe penetratiu que no inclou cap element BDSM, parafília ni fetitxisme.
Segons el British Medical Journal el sexe convencional entre companys homosexuals és el "sexe que no va més enllà de l'afecte, masturbació mútua, sexe oral i anal". A més s'inclouen els actes sexuals no penetratius, com ara sexe intercrural, frot, Sumata i tribadisme; aquesta última és una pràctica comuna entre lesbianes, però rares vegades estudiada.

## Orígens
Encara que no se sap quan es va utilitzar aquest terme per primera vegada, Gayle Rubin ja el feia servir el 1984, en el seu assaig Reflexionant sobre el sexe: notes per a una teoria radical de la sexualitat.
Un altre ús conegut del terme vainilla va ocórrer a la fi dels 90, quan el va fer servir un conegut activista BDSM: va explicar que els practicants del sexe convencional estricte eren com aquell client que entra en una gelateria italiana de somni, repleta de sabors, colors i textures, amb milers de variacions, i demana al dependent: "Sisplau, un de vainilla".